# Acanthoscelides desmanthi
Acanthoscelides desmanthi är en skalbaggsart som beskrevs av Johnson 1977. Acanthoscelides desmanthi ingår i släktet Acanthoscelides och familjen bladbaggar. Inga underarter finns listade i Catalogue of Life.